# Пигмалион (митология)
Пигмалион (на старогръцки: Πυγμαλίων, Pygmalion) е легендарна фигура от Кипър. Въпреки че Пигмалион е гръцката версия на финикийското царско име Pumayyaton, той е най-познат от поемата на Овидий „Метаморфози, X“, в която Пигмалион е скулптор, който се влюбва в изваяна от него самия статуя.
В творбата на Овидий Пигмалион е кипърски скулптор, който създава статуя на жена от слонова кост. Според Овидий, след като вижда Пропетидите да проституират, той „спира да се интересува от жени“, но статуята му е толкова реалистична, че се влюбва в нея. Пигмалион започва да ѝ поднася подаръци и да се моли на Венера (Афродита), която се смилява над него и дава на статуята душа и живот. Така на света се появява Галатея. Двамата се женят и имат син Пафос и дъщеря Метарме..